# Шмеглик, Рихард
Рихард Шмеглик (чеш. Richard Šmehlík; род. 23 января 1970, Острава, Чехословакия) — чехословацкий и чешский хоккеист, защитник. Обладатель Кубка Стэнли 2003 года в составе «Нью-Джерси Девилз»;  чемпион Чехословакии 1991 года; бронзовый призёр чемпионата мира 1992 года; участник трёх Олимпийских игр, олимпийский чемпион 1998 года, бронзовый призёр 1992 года.

## Игровая карьера

### Клубная карьера
На драфте НХЛ 1990 года «Баффало Сейбрз» выбрал Шмеглика в пятом раунде под общим 97 номером.
Сезон 1995/96 Шмеглик полностью пропустил из-за травмы колена, полученной 11 августа 1995 года и последующей операции. В сезоне 1998/99 Шмеглик вместе с «Баффало» дошёл до финала Кубка Стэнли, который «Сейбрз» проиграли со счётом 2:4 в серии «Далласу».
11 июля 2002 года Шмеглик перешёл в «Атланту Трэшерз» как свободный агент.
10 марта 2003 года «Атланта» обменяла Шмеглика и право выбора в шестом и восьмом раундах драфта 2004 года в «Нью-Джерси Девилз» на право выбора в четвёртом раунде драфта 2003 года. Вместе с «Нью-Джерси» Шмеглик выиграл Кубок Стэнли.
17 сентября 2003 года Рихард Шмеглик объявил об окончании игровой карьеры.

### В сборной
На международном уровне Шмеглик дебютировал в 1988 году на чемпионате Европы до 18 лет, проходившем в Чехословакии. Сборная ЧССР на домашнем первенстве заняла первое место.
В составе молодёжной сборной Чехословакии Шмеглик выиграл бронзовую медаль чемпионата мира 1990 года.
Со сборной Чехословакии Шмеглик участвовал в двух чемпионатах мира, Кубке Канады и Олимпийских играх. В 1992 году он выиграл бронзу Олимпиады в Альбервиле, а потом и бронзу мирового первенства, проходившего в Чехословакии.
В составе сборной Чехии Шмеглик выступал на двух Олимпиадах и в 1998 году он стал олимпийским чемпионом.

## Достижения

### Командные
Чехословацкая экстралига
| Год  | Команда         | Достижение           |
| ---- | --------------- | -------------------- |
| 1991 | Дукла (Йиглава) | Чемпион Чехословакии |

НХЛ
| Год  | Команда           | Достижение   |
| ---- | ----------------- | ------------ |
| 2003 | Нью-Джерси Девилз | Кубок Стэнли |

Международные
| Год  | Команда              | Достижение                                   |
| ---- | -------------------- | -------------------------------------------- |
| 1988 | Чехословакия (до 18) | Чемпион Европы                               |
| 1990 | Чехословакия (до 20) | Бронзовый призёр молодёжного чемпионата мира |
| 1992 | Чехословакия         | Бронзовый призёр чемпионата мира             |
| 1992 | Чехословакия         | Бронзовый призёр Олимпийских игр             |
| 1998 | Чехия                | Олимпийский чемпион                          |

- Список достижений приведён по данным сайта Eliteprospects.com.